# جحر

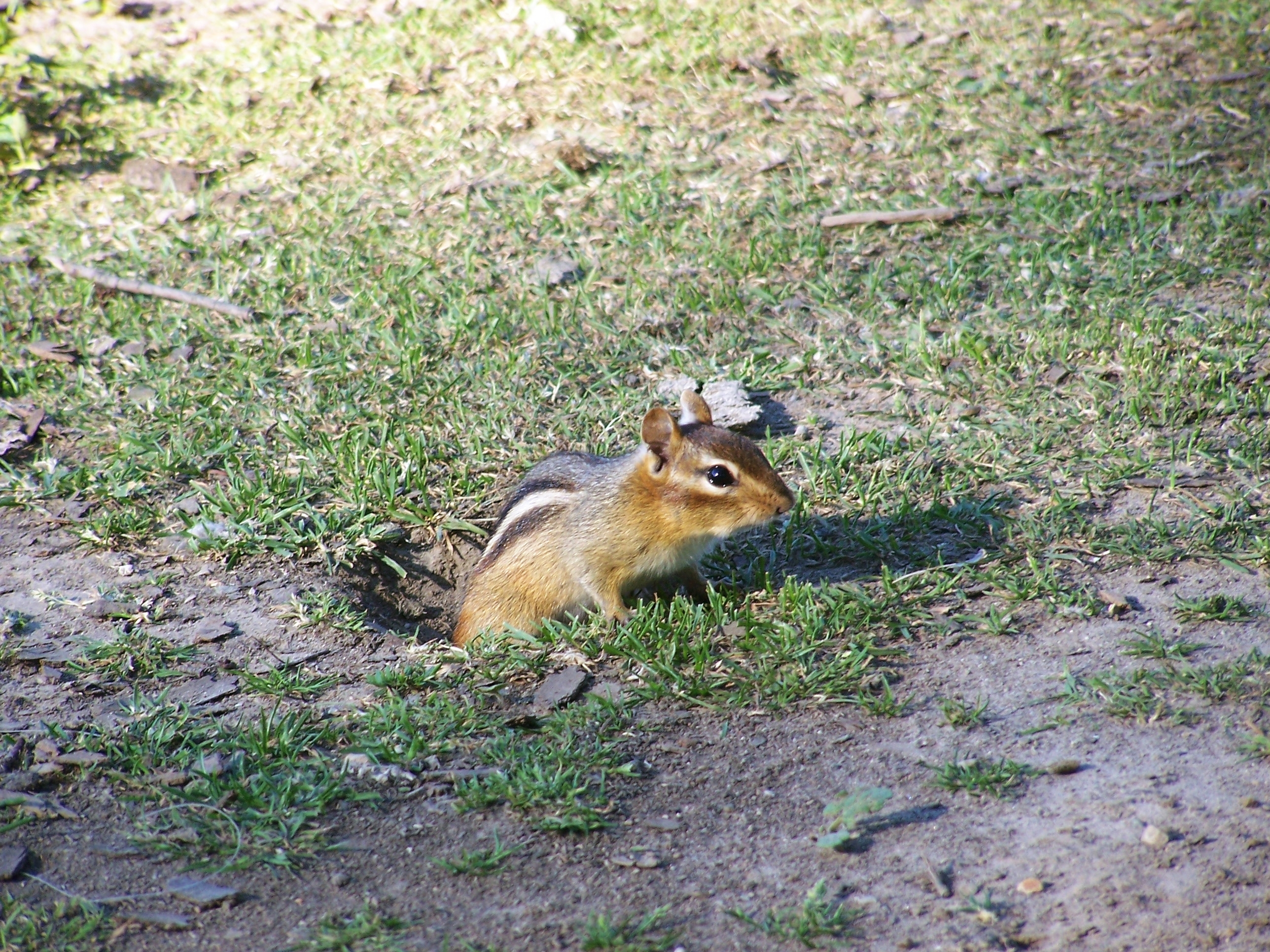
A سنجاب يخرج من جحره

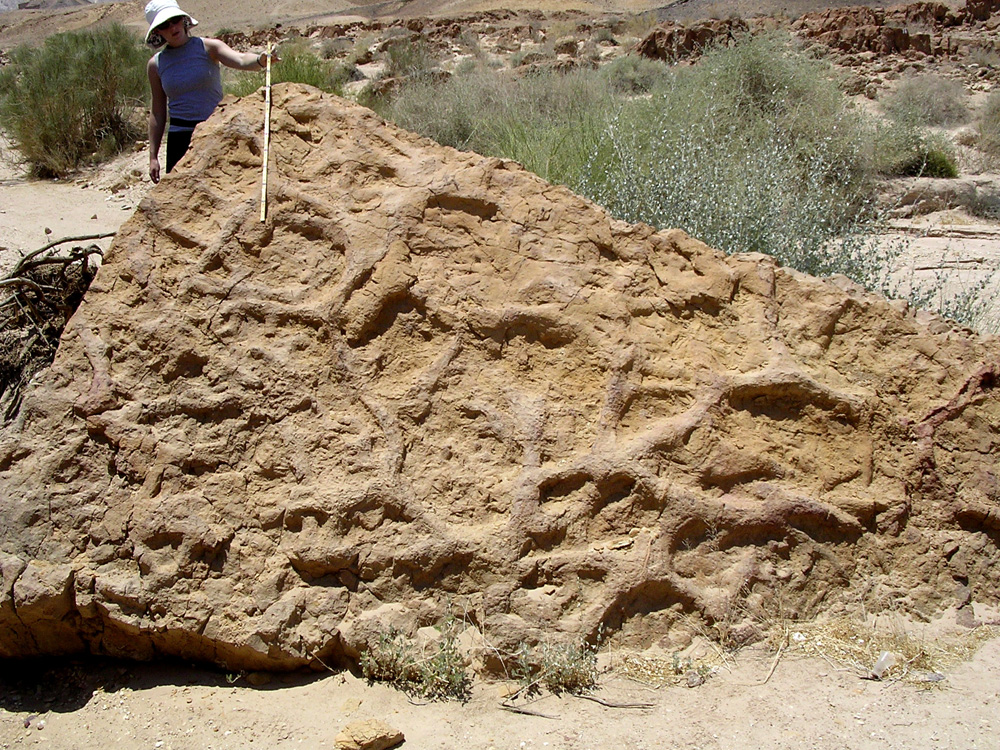
اجحار قشريات

الجحر لغوياً  جُحْر: حُفرة تأْوى إِليها الهوامُّ وصغار الحيوان. والجمع: جُحُور، وأَجْحار، وجِحَرة .
المعجم الوسيط ويوصف الحيوان الذي يحفر التربة ب الجَاسّ.

## تعريف الجحر علمياً
هي عبارة عن ثقب أو أنفاق محفورة في الأرض من قبل الحيوانات كملجاء وسكن لها وقد تكون دائمة أو موسمية، الجحور توفر شكل من أشكال المأوى ضد الافتراس والتعرض للاخطار، وبالتالي فإنها تختبي فيه حفاظاً على حياتها وهذا السلوك تنهجه شعبية كبيرة بين الحيوانات. منها الزاحف، الطائر, السابحوغيرها 
كالاسماك،الطيور، الزواحف وبعض الثديات

## أنواع الأجحار
- وتختلف أشكال الجحور وأشكال فتحاتها، فبعض الجحور تكون منعطفه ناحية اليسار مع اتساع عند المنعطف
- وبعضها منعطف ناحية اليمين وتأخذ زاوية ميل بداية الجحر مابين 30 ـ 40 درجة.
- وفي بعضها تأخذ الفتحات شكل هلالي تعلوها كومه ترابيه بركانية الشكل.
- بعض الأجحار له فتحة واحدة كالضب يعمل فتحه واحده للجحر.
- بعكس بعض الحيوانات التي تعمل عدة فتحات للجحر بغرض التهوية والتمويه للهروب من الأعداء.
- والجحر من الداخل يكون به مناطق متسعة عند المنحنيات وذلك لترك فرصه لحرية الحركة في حالة الحيوانات التي أجزاء جسمها محدودة الحركة.

## جحور الفقاريات
مجموعة واسعة من الفقاريات تبني أو تستخدم أنواع مختلفة عديدة من الجحور. تمضى النهار في جحور وأنفاق تحفرها في الرمال وتتميز هذه الجحور بثبات درجات الحرارة .ثدييات وربما الأكثر شهرة لتختبئ، وخاصة مثل القوارض
- أرنب: تقوم الأرانب البرية بتهيئة المسكن الملائم لها حيث تحفر الأرض وتعيش في انفاق (جحور) وبهذا تحمى المواليد من تقلبات الطقص والأعداء كما أن التربة تمتص البول.
- الجربوع: من الحيوانات التي تنشط ليلاً للحصول على غذائها المكون من البذور والثمار ومن العجيب أن هذه الحيوانات لا تشرب الماء بل تعتمد لسد احتياجاتها من الماء.[6]
- الفأر: تحفر القوارض الجحور لتأوي إليها وتختبئ عن عيون أعدائها وتخزن قوتها وتتخذ هذه الجحور حوالي المباني والمستودعات أو الحقول أو حواف الأنهار والقنوات، وتتكون من نفق رئيسي وقطره يناسب حجم الحيوان ويتفرع عن النفق الرئيسي أنفاق جانبية يؤدي بعضها إلى تجاويف مستديرة أو بيضاوية تستخدم لوضع الصغار أو للراحة والنوم والاختباء. ويحفر الفأر جحره بواسطة القواطع الأمامية ومخالب الطرفين الأماميين ويستخدم الأطراف الخلفية لدفع التراب إلى الخلف.

## جحور اللافقاريات
- السلحفاة: في المناطق القاحلة تحفر السلحفاة جحور لتحصل على أماكن ذات مستويات أعلى من الرطوبة لتقضي ساعات النهار الأكثر حرارة، وهذا ما يسمى بالبيات الصيفي، في المتوسط تمتد الجحور لـ 75 سم، وبعض الجحور تمتد لأكثر من 3 أمتار تحت الأرض

بعد 60 يوم من التزاوج تقوم الإنثى بالتجول بحثاً عن مكان مناسب لوضع البيض، وخلال 10-15 يوم تقوم الإنثى بحفر أربعة أو خمسة جحور حتى تختار المكان المثالي لوضع البيض.
تقوم الإنثى بحفر أكثر من جحر وبعدها تختار الجحر المناسب لوضع البيض، تعتمد سرعة حفر الجحر على صلابة الأرض وعادةً ما يأخذ 5 ساعات، وعادةً ما تتخذ الجحر الذي تكون فيه درجة حرارة الهواء الجوي حوالي 27°، عندما يتم اختيار العش أو الجحر، تقوم الإنثى بوضع البيض، بيضة كل 3 دقائق، قد تضع 15-30 بيضة أو حتى أكثر في التزاوج الواحد
- قنفذ
- ضب